# Geoffrey Carr
Geoffrey Carr (* 22. Januar 1886 in Battersea; † 13. Juli 1969 in London) war ein britischer Ruderer.

## Karriere
Carr begann seine Ruderkarriere mit 17 Jahren beim Mortlake Anglian & Alpha Boat Club, wo er als Steuermann sowohl im Vierer als auch im Achter aktiv war.
1910 gewann er mit dem Achter den Thames Challenge Cup bei der Henley Royal Regatta. Zwei Jahre später nahm er an den Olympischen Spielen in Stockholm teil und holte im Vierer mit Steuermann die Silbermedaille.